# Steven L. Smith
Steven L. Smith, född 30 december 1958 i Phoenix, Arizona, är en amerikansk astronaut uttagen i astronautgrupp 14 den 5 december 1992.

## Rymdfärder
- STS-68
- STS-82
- STS-103
- STS-110